# Faustino Guerau de Arellano i Tur
Faustino Guerau de Arellano i Tur (València, 5 de maig de 1929 – Barcelona, 28 de novembre de 1986) fou un educador social i pedagog, pioner de l'educació social. Va ser professor i coordinador general del “Centre de Formació d'Educadors Especialitzats de Barcelona” (CFEEB). Membre del consell assessor de l'”Escola d'Educadors Especialitzats Flor de Maig” i assessor pedagògic i orientador de molts equips socioeducatius.

## Biografia
Va néixer al 1929 a València i va ingressar el 1947 a la Companyia de Jesús on va fer els últims vots, com  a “germà coadjutor", el 1959. Va estudiar pedagogia, va ser professor de "Ciències de l'educació" a l'Acadèmia "Tirso de Molina" i Director tècnic de la Ciudad de los Muchachos d'Alacant. El curs 1965-66 es trobava prestant servei al col·legi dels jesuïtes "Sagrat Cor de Jesús" de Barcelona (carrer de Casp). A l'abril-maig del 1970 va participar activament en el moviment de protesta interna dins dels Jesuïtes per part de la Missió Obrera, que va manifestar la seva oposició davant la visita prevista del superior de la Companyia, el Pare General Pedro Arrupe, amb el General Franco i va ser un dels signants d'una carta col·lectiva de diferents comunitats que va significar una important fita interna.
Deixà la Companyia el 1972. Es va establir a Barcelona, on va fer d'Orientador d'estudis de l'”Institut Ramon Albó”, de la Junta de Protecció de Menors, Mollet del Vallès-Barcelona, i  on va conèixer a Adrià Trescents, amb qui va establir una gran amistat. Poc després va començar la seva col·laboració amb el Centre de Formació d'Educadors Especialitzats de Barcelona (CFEEB), on va compartir responsabilitats a l'equip directiu amb Toni Julià.
En 1977 el CFEEB va participar en el disseny i execució del projecte Col·lectius Infantils,  per modificar els asils de l'Ajuntament de Barcelona, on vivien més de 600 nens i nenes de la ciutat. Aquest projecte va significar l'inici de la renovació a Catalunya i Espanya de l'atenció i protecció a la infància amb una proposta allunyada de la concepció benèfic-assistencial perpetuadora de la marginació.
Va participar en la fundació de l'Escola d'Educadors Especialitzats Flor de Maig, dependent de la Diputació de Barcelona, de la qual va arribar a ser membre del consell assessor. Fou  orientador pedagògic dels centres d'infància i joventut dependents de la Diputació de Barcelona.
L'any 1987, poc després de la seva mort, l'Associació d'Educadors Especialitzats de Catalunya, antecedent de Col·legi d'Educadores i Educadors Socials de Catalunya (CEESC), va convocar a Barcelona la “Primera Trobada d'Educadors Especialitzats Faustino Guerau de Arellano” en reconeixement de la seva figura.
Les seves aportacions teòriques i pràctiques es consideren fonamentals envers la definició i la implantació a Espanya de la figura professional de l'educador especialitzat i com un dels antecedents de l'Educació Social És autor de La vida pedagógica (1985) i El educador de calle (1987), juntament amb l'Adrià Trescents llibres en els quals es troba la síntesi del seu pensament i treball. Va publicar diversos articles i treballs de la seva especialitat a revistes com Perspectiva escolar i Guix.

## Llibres
- La vida pedagógica, Barcelona: Roselló Impressions, 1985. ISBN 8485351541 / ISBN 9788485351541
- El Educador de calle, Roselló Impressions, 1987. ISBN 8485351665 / ISBN 9788485351664. Conjuntament amb Adrià Trescents Ribó